# Ludwig-Leichhardt-Museum

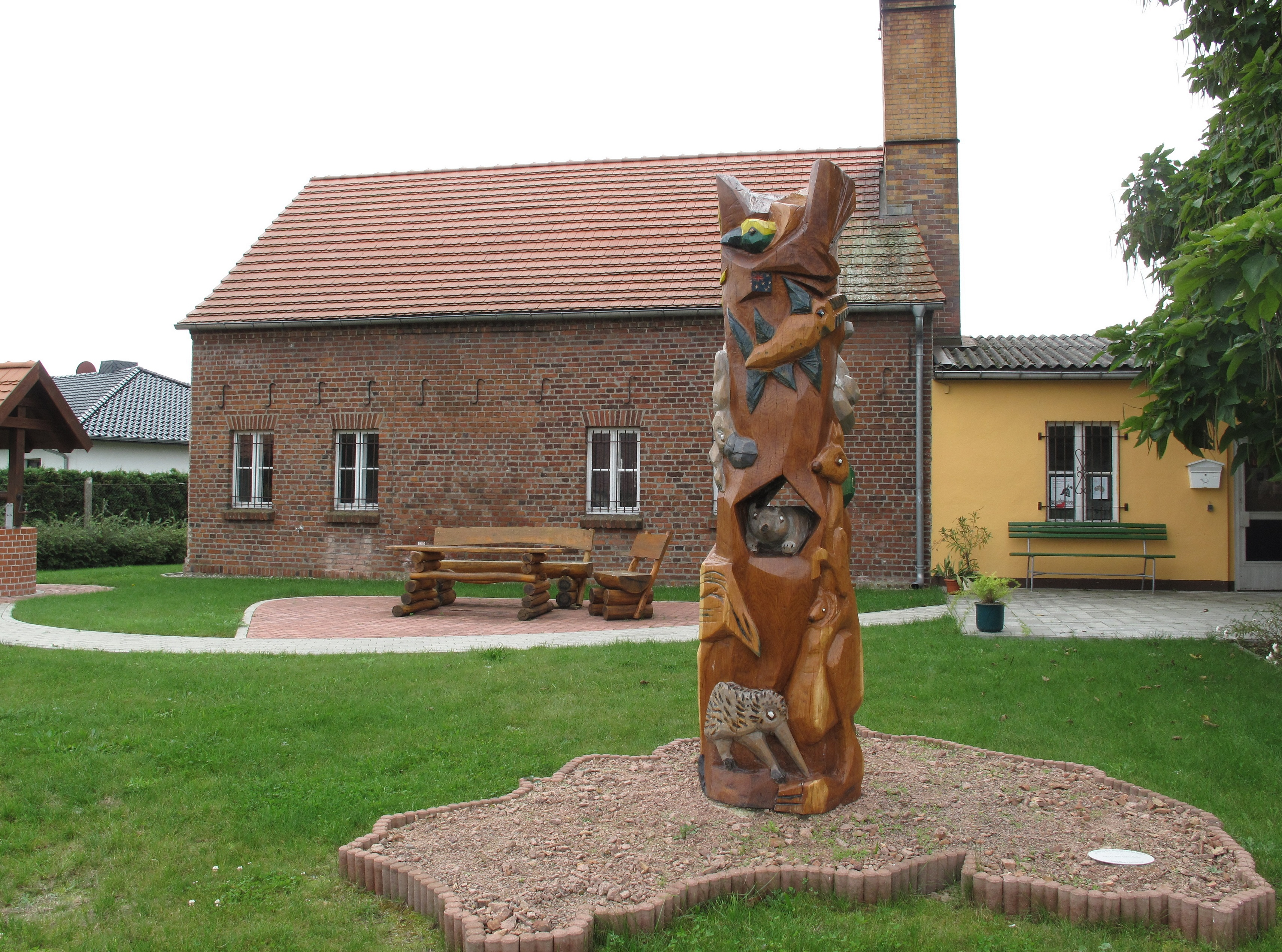
Das Museum mit einem von dem Holzbildner Steffen Böttger geschaffenen Pfahl „Die Tierwelt Australiens“

Das Ludwig-Leichhardt-Museum befindet sich im Ortsteil Trebatsch von Tauche, im Landkreis Oder-Spree im Bundesland Brandenburg. Das Museum wurde 1988 anlässlich des 175. Geburtstages von Ludwig Leichhardt (1813–1848) eröffnet und 2008 erweitert. Betrieben wird es ehrenamtlich von der Gesellschaft Ludwig Leichhardt e. V., einem eingetragenen Verein. In dem kleinen Museum befinden sich vier Räume:
- Leichhardt- und Veranstaltungsraum
- Nachbau eines Schulraums aus der Zeit von Leichhardt
- Ausstellungsraum über historische Gewerke aus Leichhardts Zeit
- Trebatsch-Raum

Am Museum beginnt der sogenannte Leichhardt-Trail, eine 54 Kilometer lange Fahrradtour durch das Leichhardt-Land.
Konzepte zur Erhöhung der Anziehungskraft des Museums für die Öffentlichkeit mit lokal übergreifenden Aktivitäten werden diskutiert. Dabei soll das Andenken an Ludwig Leichhardt über das Jubiläumsjahr 2013 hinaus bewahrt bleiben und nicht dem Vergessen anheimfallen.

Außenansicht des Museums
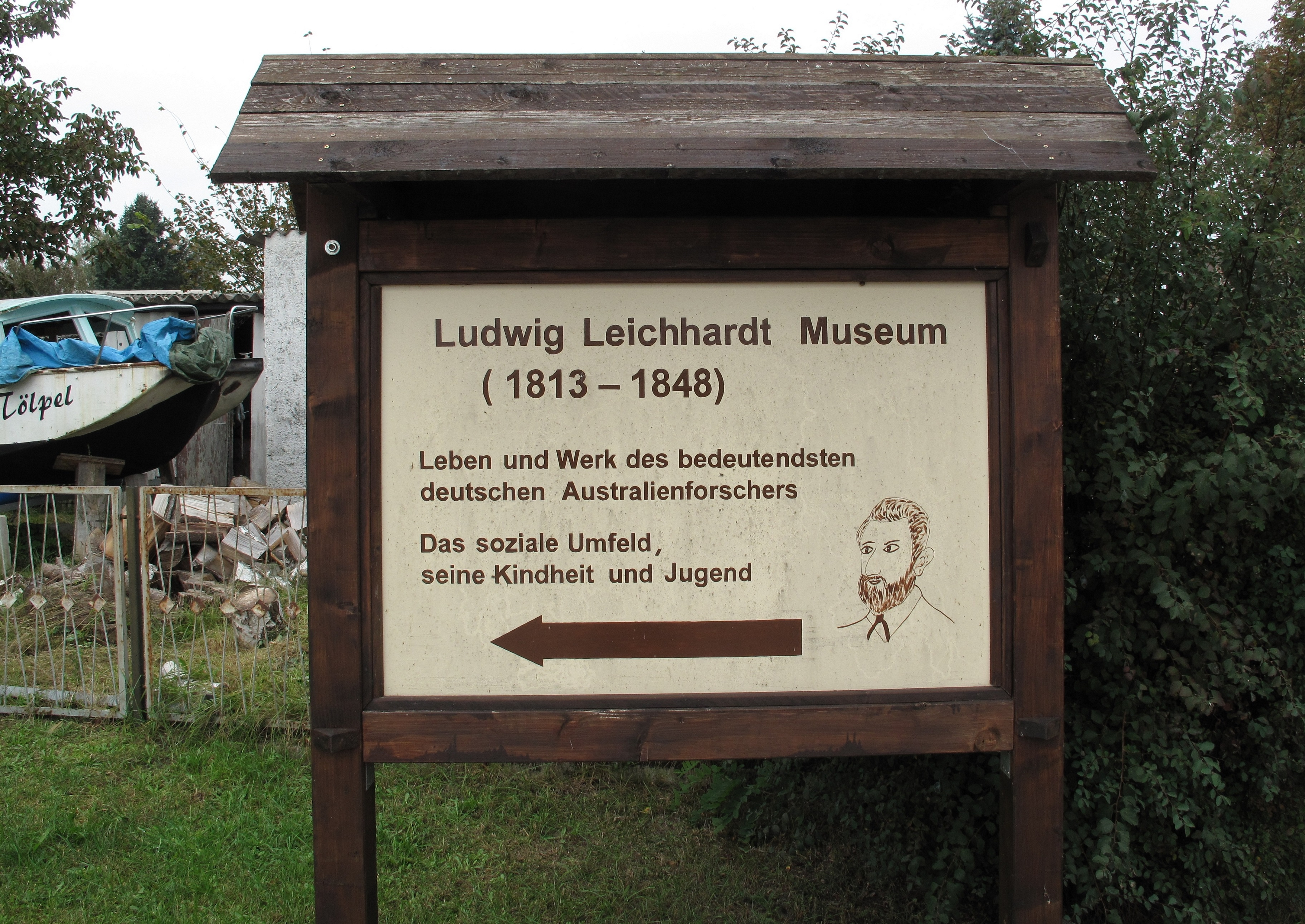
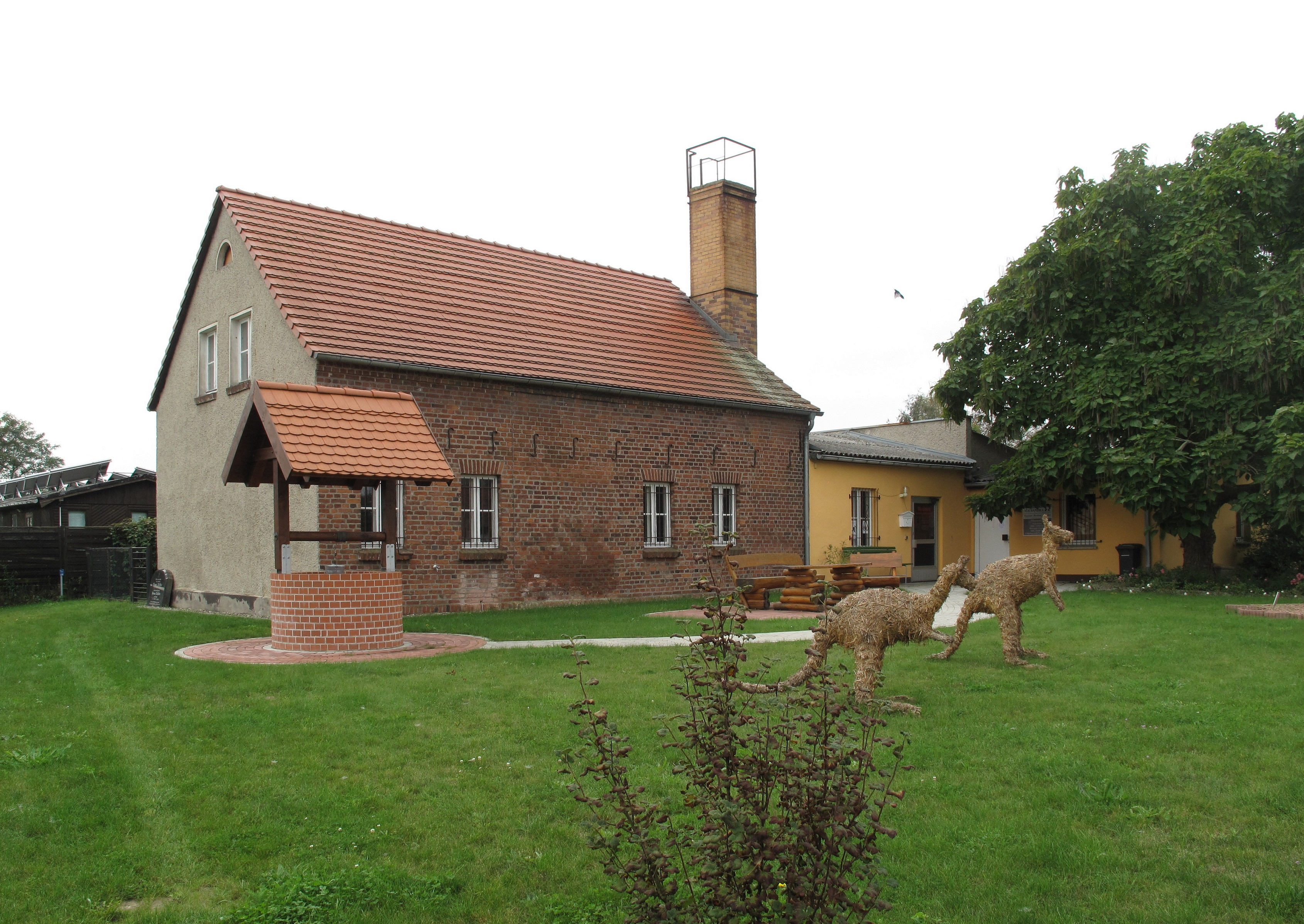
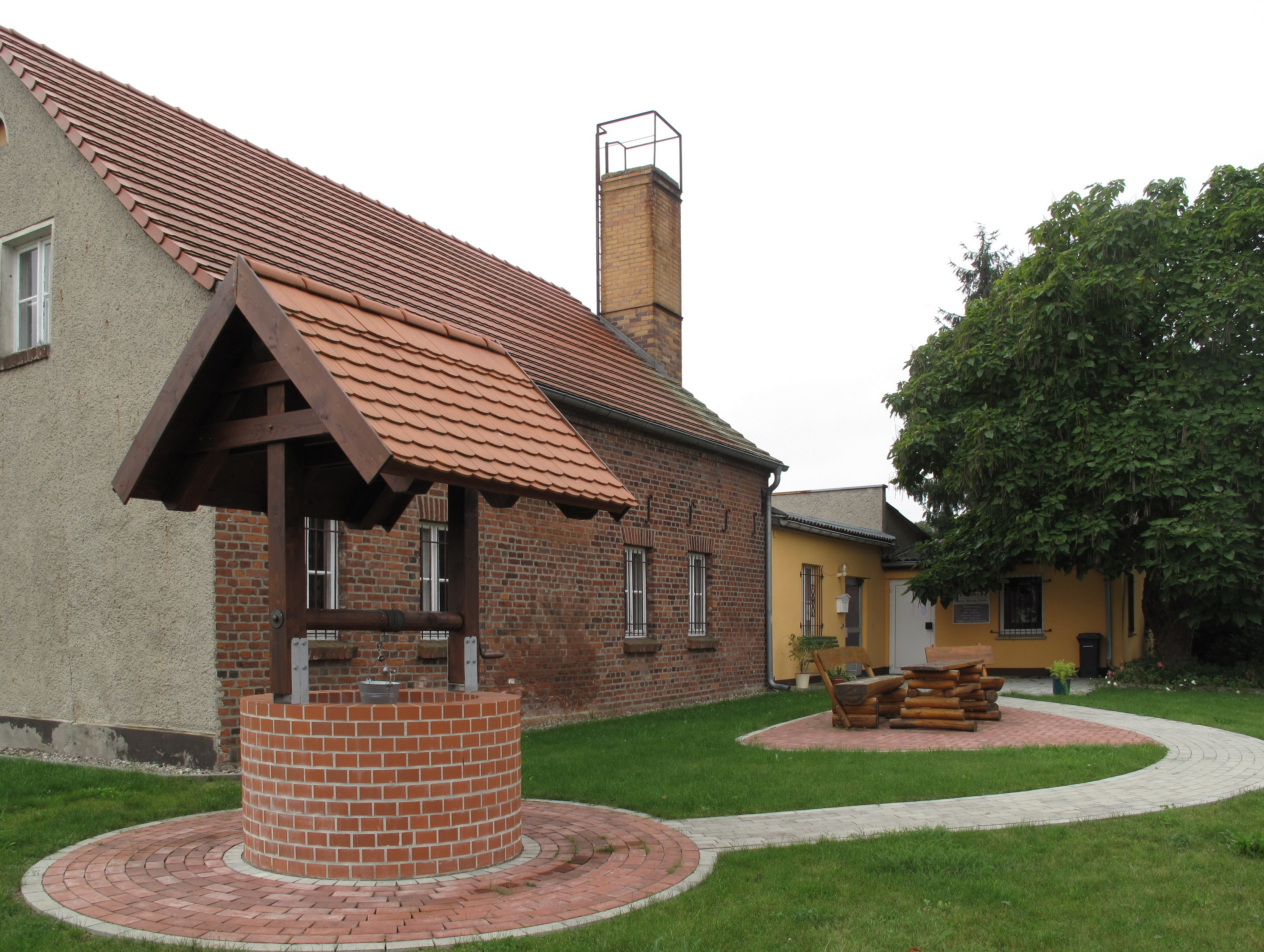
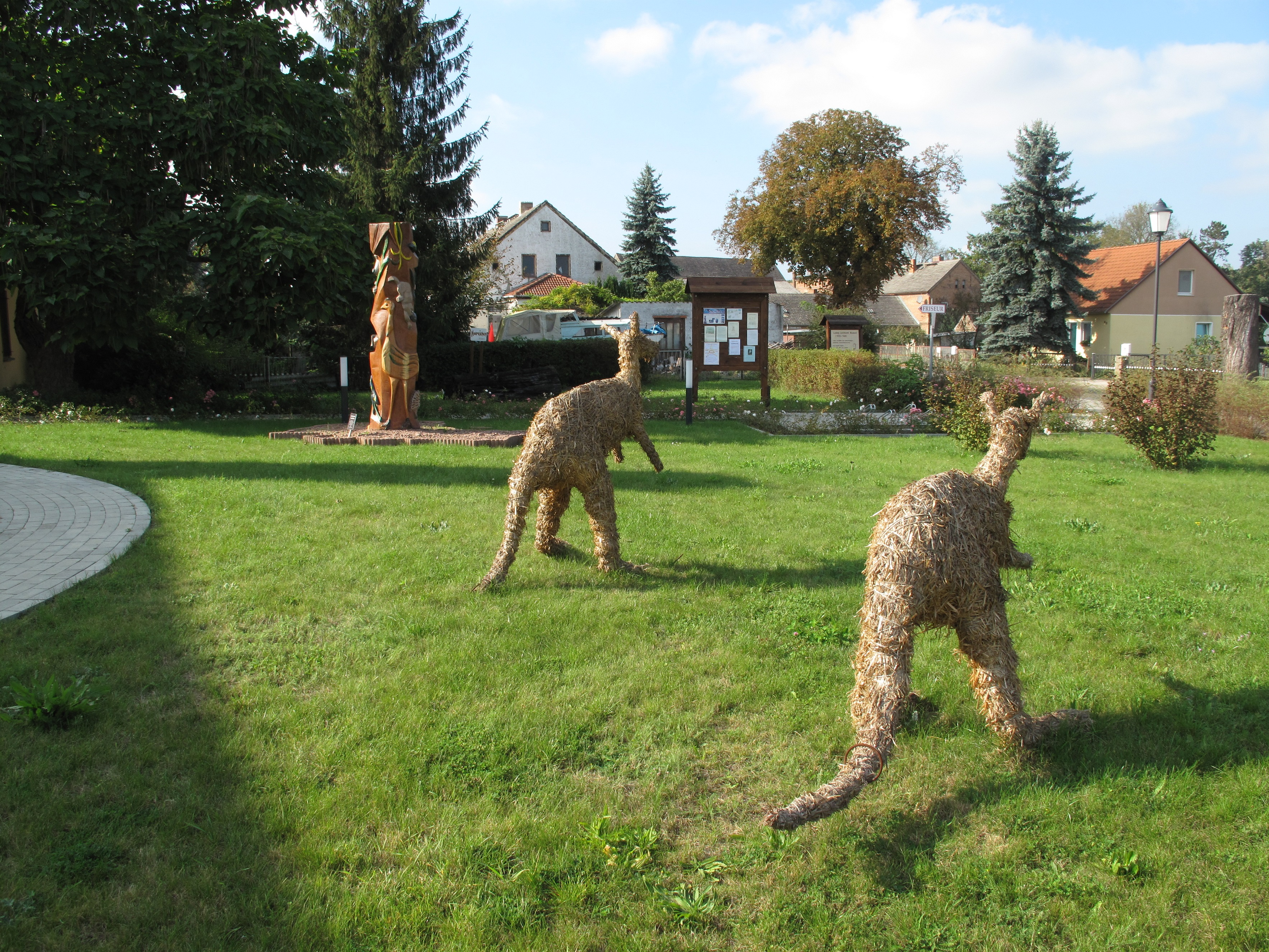